# Macabro (film 1980)
Macabro è un film del 1980 diretto da Lamberto Bava. Alla sceneggiatura, oltre che alla produzione, hanno partecipato i fratelli Pupi e Antonio Avati.

## Trama
Una signora di mezza età, Jane Baker, nasconde ai figli l'esistenza del suo amante. Mentre è in casa di lui, la figlia, scoperta la relazione della donna, annega il fratellino in una vasca da bagno, e poi chiama la mamma dicendo che è accaduta una disgrazia. Essa si precipita a casa con l'amante ma i due hanno un incidente, in seguito al quale quest'ultimo viene decapitato. Un anno dopo la donna va a vivere nella casa dell'amante scomparso, nella quale abita anche un cieco perdutamente innamorato di lei, che sente strani rumori provenire dalla stanza della donna.

## Produzione
A metà del 1979, Lamberto Bava fu convocato negli uffici di Pupi Avati con un'offerta. Bava aveva precedentemente lavorato come assistente alla regia in diverse produzioni tra cui quelle di suo padre Mario Bava, Joe D'Amato, Ruggero Deodato, e aveva appena finito di collaborare con Dario Argento in Inferno. Bava entrò nell'ufficio aspettandosi che gli fosse chiesto di essere l'assistente di Avati per il suo nuovo film, e scoprì che gli era stato invece offerto di dirigere una storia basata su un ritaglio di un giornale americano riguardante una donna che teneva la testa mozzata di suo marito in frigorifero. I fratelli Avati, Bava e Roberto Gandus trascorsero le settimane seguenti a lavorare su una bozza, con Bava che lasciò brevemente per effettuare alcune nuove riprese di Inferno negli Stati Uniti. Mentre era all'estero, Bava venne a sapere che la Medusa Distribuzione aveva dato il via libera alla lavorazione del progetto per il mese di novembre.
Le riprese sono durate quattro settimane. Il film è stato girato a Gardone Riviera e Crespi d'Adda, in Lombardia, e altre località a New Orleans.

## Distribuzione
Il film è stato distribuito nei cinema italiani dalla Medusa Film il 17 aprile del 1980.
Il film è stato anche proiettato al Sitges Film Festival in Spagna, nell'ottobre dello stesso anno.
È stato distribuito negli Stati Uniti col titolo The Frozen Terror il 28 ottobre 1983.

## Accoglienza
Il film ha incassato un totale di 560 milioni di lire dell'epoca a livello nazionale.

## Critiche
Le reazioni dei critici italiani furono piuttosto positive, se si tiene conto del fatto che Bava era ancora agli esordi. Morando Morandini nel suo dizionario dà al film due stelle e mezzo (su cinque), affermando che "(...) l'esordiente figlio (1944) di Mario Bava ha fatto un film inquietante che punta sull'atmosfera più che sugli effetti orripilanti, nel rispetto e nel controllo delle regole del genere i cui fan hanno apprezzato assai la trovata del frigorifero". Pino Farinotti, invece, assegna alla pellicola due stelle, senza alcun commento.